# Leszek Pośpiełowski
Leszek Pośpiełowski wł. Oleg Pośpiełowski (ur. w 1911 w Woroneżu, zm. 25 września 1940 w Warszawie) – polski aktor teatralny i filmowy pochodzenia rosyjskiego.

## Życiorys
W latach 20. XX wieku uczęszczał do Rosyjskiego Gimnazjum w Równem.  W 1929 roku przybył do Warszawy i zapisał się na studia prawnicze, najprawdopodobniej do prywatnej Szkoły Nauk Politycznych. Dość szybko porzuciwszy prawo, zafascynował się filmem. Rozpoczął studia w Państwowym Konserwatorium Muzycznym oraz Państwowej Szkole Dramatycznej, którą ukończył w 1932 roku. Debiutował w tym samym roku na deskach Teatrów Miejskich (Teatr na Pohulance) w Wilnie. Wówczas też zaczął używac polskiego imienia Leszek (czasami też Lech). W kolejnych latach występował w stolicy (Teatr Polski, Teatr Mały, 1933-1934), na scenach TKKT (1934-1935), Teatrze Miejskim we Lwowie (1935-1936) oraz w Teatrze Ateneum w Warszawie (1936-1939). Dał się zapamiętać jako osoba uwielbiająca robić żarty z kolegów (także podczas przedstawień), mająca skłonności do alkoholu, ale również jako przystojny i wysoki mężczyzna - w 1938 roku na Balu Mody Pośpiełowski zdobył tytuł wicekróla mody (przegrał tylko z Adamen Brodziszem).
Na sezon 1939/1940 otrzymał angaż w Teatrze Miejskim w Łodzi i zdążył wystąpić na jego deskach w dniu 5 września 1939 roku w premierze "Króla włóczęgów". Następnie przeniósł się do Warszawy, gdzie przyjął propozycję reżysera Romana Niewiarowicza, aby dołączyć do zespołu jawnego Teatru Komedia. Niewiarowicz, jako członek Armii Krajowej prowadził w teatrze tajną komórkę wywiadowczą, ale nie wiadomo czy Pośpiełowski był zaangażowany w jej działalność. W Komedii występował w lipcu i sierpniu 1940 roku. 
Zmarł śmiercią samobójczą w niewyjaśnionych okolicznościach. Według informacji zamieszczonej w "Nowym Kurierze Warszawskim", zgon nastąpił "po kilkudniowej chorobie". Natomiast z przekazów rodzinnych wynika, że aktor miał być świadkiem maltretowania ortodoksyjnego Żyda na ulicy przez niemieckiego oficera. Pośpiełowski spoliczkował Niemca rękawiczką, za co został aresztowany. Po wypuszczeniu z aresztu, powrócił do mieszkania i powiesił się. Jego miejsce pochówku nie jest znane.

## Filmografia
- Śluby ułańskie (1934) - porucznik w kasynie oficerskim
- Młody las (1934) - uczeń Dobrolubow
- Antek policmajster (1935) - aresztant
- Wrzos (1938) - Radlicz
- Królowa przedmieścia (1938) - kolega Zygmunta
- Złota Maska (1939) - hrabia Gucio

Źródło: